# 长梗吊石苣苔
长梗吊石苣苔（学名：Lysionotus longipedunculatus）为苦苣苔科吊石苣苔属下的一个种。其种加词“longipedunculatus”意为“有长花序梗的”。